# Naengmyeon
Naengmyeon (kor. 냉면) – popularna zimna potrawa koreańska. Sama nazwa dania oznacza „zimny makaron”. W skład potrawy wchodzi długi oraz twardy makaron z mąki gryczanej, podawany razem z kawałkami wołowiny lub drobiu oraz obranym jajkiem lub jabłkiem.
Naengmyeon przyrządzano od czasów koreańskiej dynastii Yi(1392-1910), ale stał się popularny w całej Korei dopiero po zakończeniu wojny koreańskiej (1950-1953). Najbardziej reprezentatywny jest pochodzący z Pjongjangu tzw. mul-naengmyeon (kor. 물냉면; dosłownie: zimny makaron w wodzie), w którym podaje się makaron wraz z dodatkami w misce z zimną zupą o smaku słodko-kwaśnym. Potrawa ta jest najczęściej jadana podczas upałów w okresie letnim jako posiłek orzeźwiający. Drugim popularnym rodzajem potrawy jest pochodzący z miasta Hamhung tzw. bibim-nengmyeon (kor. 비빔냉면; dosłownie: mieszany zimny makaron), w którym makaron wraz z dodatkami spożywa się po zamieszaniu w paście z sosu z papryczek chili.

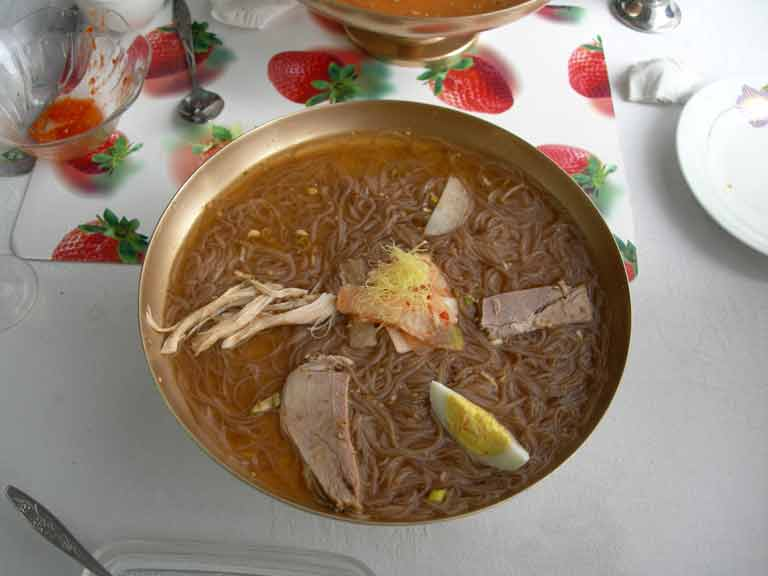
Mul-naengmyeon
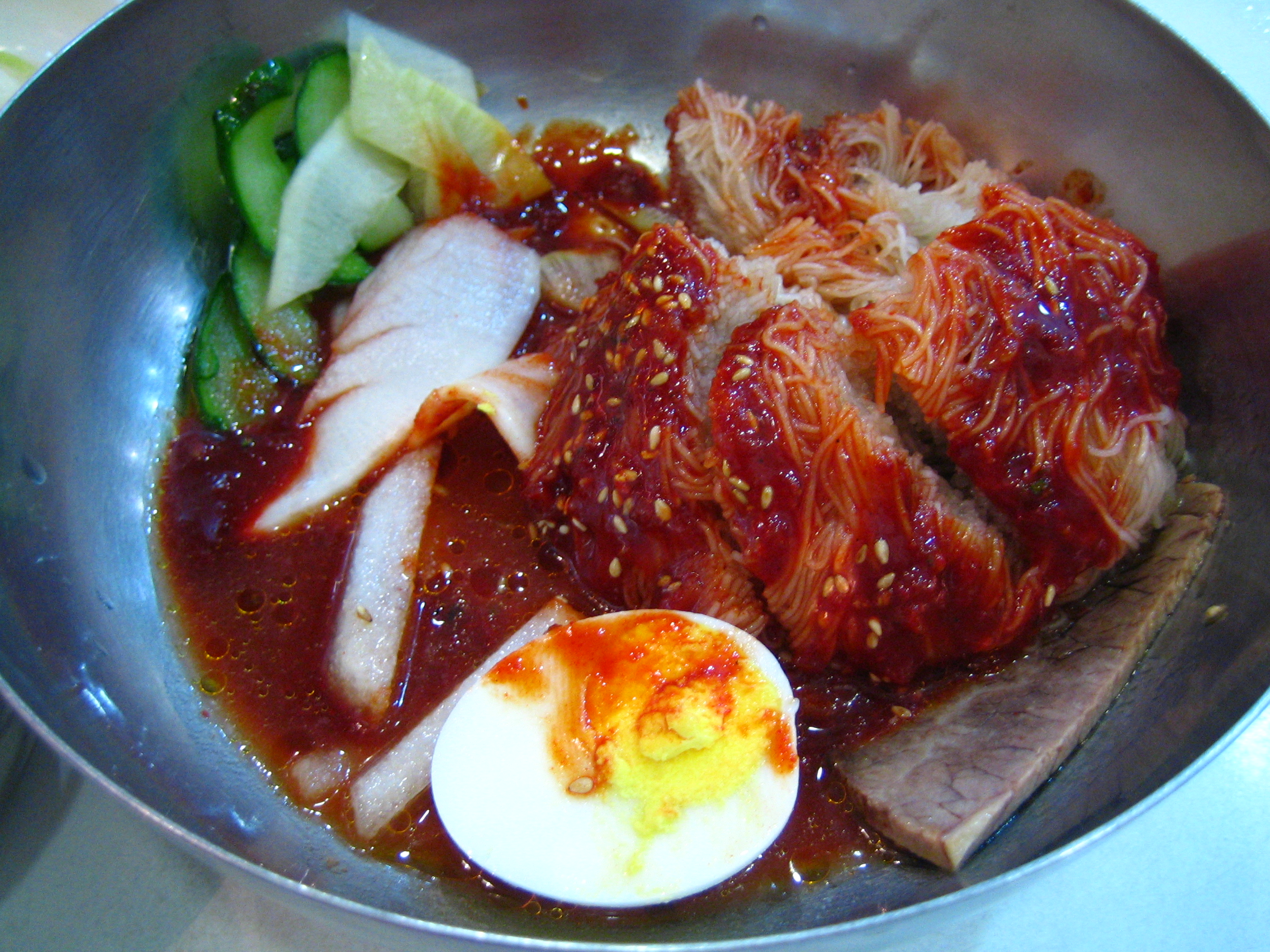
Bibim-naengmyeon
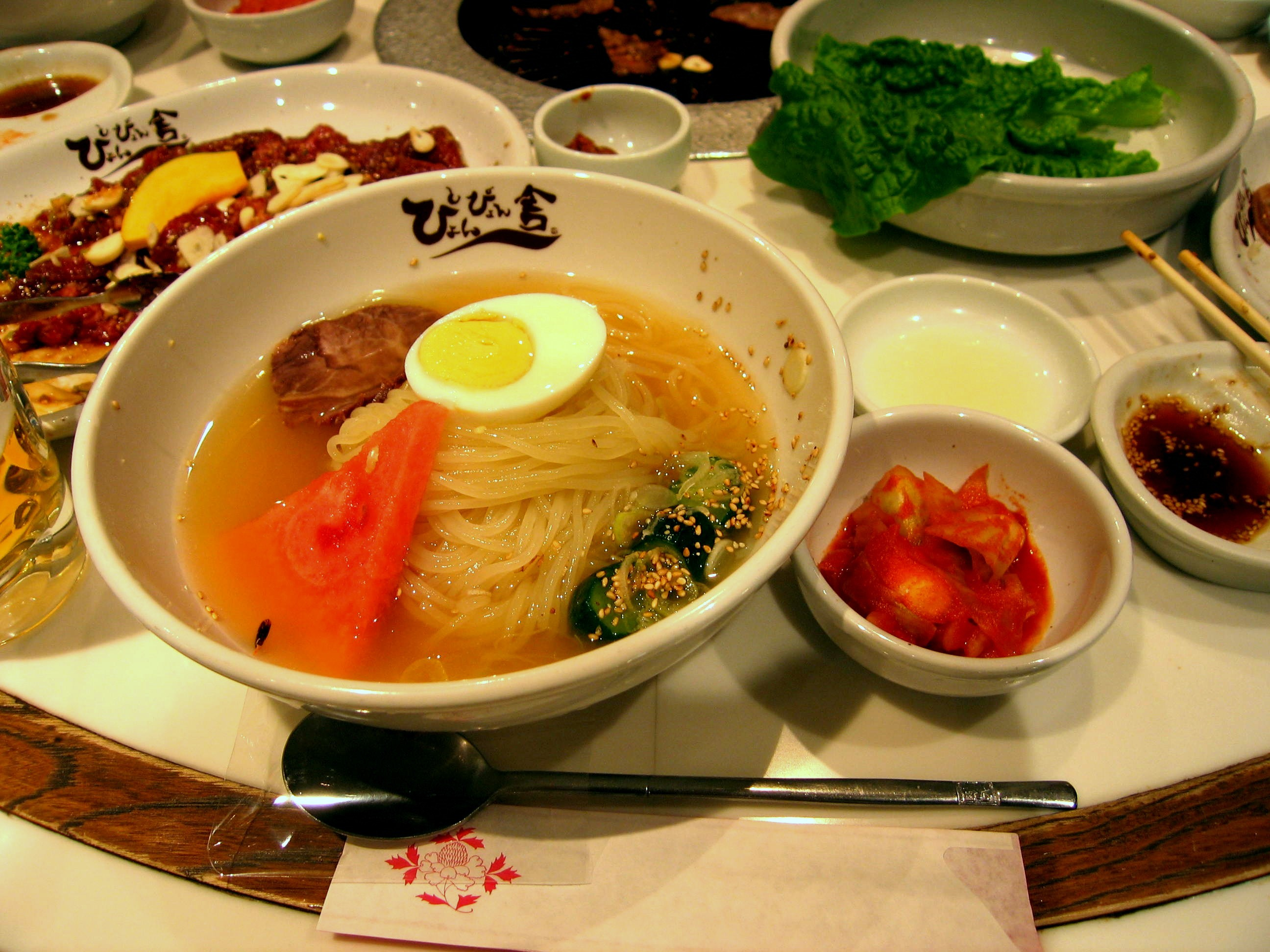
Japoński Morioka-Reimen(inne języki)